# Gilbert de Glanville
Gilbert de Glanville (auch Gilbert Glanvill) († 24. Juni 1214) war ein englischer Geistlicher. Ab 1185 war er Bischof von Rochester.

## Herkunft und Aufstieg zum Bischof
Die Herkunft von Gilbert de Glanville ist ungeklärt. Vielleicht war er mit dem Justiciar Ranulf de Glanville verwandt, wobei dies nicht sicher belegt werden kann. Nach den Angaben des Chronisten Edmund Hadenham stammte Glanville aus Northumbria, wobei es für diese Behauptung keine Belege gibt. Auch die Ausbildung von Glanville ist umstritten. Nach Herbert of Bosham hatte er ein Studium, entweder in Paris oder in Bologna, als Magister im kanonischen und im römischen Recht abgeschlossen. Danach gehörte er zu den Schülern von Erzbischof Thomas Becket. 1164 soll er im Auftrag des Erzbischofs zur römischen Kurie gereist sein, während er sich 1167 für Jocelin de Bohun und für Reginald of Salisbury eingesetzt haben soll. Kurz bevor Becket 1170 ermordet wurde, sandte er ihn erneut als Gesandten zum Papst. Nach Beckets Tod trat Glanville in den Dienst von Bischof Arnulf von Lisieux. Vor 1179 wurde er Archidiakon von Lisieux. In den 1180er Jahren stand er im Dienst von Erzbischof Balduin von Canterbury, der ihn als Kandidaten für die Diözese Rochester nominierte. Am 16. Juli 1185 wurde Glanville von den Mönchen des Kathedralpriorats zum Bischof gewählt. Am 21. September wurde er zum Priester und am 29. September in Canterbury zum Bischof geweiht.

## Bischof von Rochester

### Konflikt mit dem Kathedralpriorat
Als Bischof war Glanville auf die Bewahrung seiner bischöflichen Rechte bedacht. Dies führte zu einem ernsten Konflikt mit dem Kathedralpriorat von Rochester. Wie Erzbischof Balduin, den späteren Erzbischof Hubert Walter und Bischof Hugh von Coventry versuchte er, die Mönche des Kathedralpriorats durch Säkularkanoniker zu ersetzen. Unter ihm stimmten die Mönche von Rochester 1197 zu, mit dem Erzbischof von Canterbury ihre Kirche und ihr Gut in Lambeth gegen die Kirche und das Gut von Darenth in Kent zu tauschen. In Lambeth wollte Erzbischof Hubert Walter dann ein Kollegiatstift gründen, was zu einem erbitterten Streit des Erzbischofs mit seinem Kathedralpriorat führte. Später warfen die Mönche von Rochester Glanville vor, sich widerrechtlich die Rechte von vakanten Pfarreien angeeignet zu haben, die eigentlich im Besitz des Kathedralpriorats gewesen waren. Weiterhin hätte er widerrechtlich das Recht, Amtsträger und Beamte des Kathedralpriorats zu ernennen, in Anspruch genommen. Besonders umstritten war seine Stiftung des Hospitals of St Mary in Strood, für dessen Ausstattung er Besitzungen des Kathedralpriorats verwendet hätte. Das Hospital hatte Glanville 1192 und 1193 aus Dank dafür errichtet, dass Christen nach dem Dritten Kreuzzug wieder Zugang nach Jerusalem hatten und für die Freilassung von König Richard aus der Gefangenschaft. Es war für Arme, Kranke und Pilger bestimmt. Mit den Mönchen von Rochester kam es zu einem langwierigen Rechtsstreit, der erst 1205 und 1206 endgültig beigelegt wurde, wobei der Bischof in weiten Teilen Recht bekam.

### Geistliches und weltliches Wirken als Bischof
Neben dem Hospital in Strood errichtete Glanville in Rochester einen steinernen Kai am Medway, eine Kapelle sowie Häuser nahe der Brücke über den Medway. Die Pachteinnahmen aus den Häusern verwandte er zugunsten des Hospitals in Strood. Dazu ließ er den östlichen Teil des Kreuzgangs der Kathedrale von Rochester neu errichten, auch mehrere Güter, die den Bischöfen als Residenz dienten, wurden von ihm erneuert. Trotz seines Streits machte er dem Kathedralpriorat großzügige Geschenke, vor allem liturgische Gewänder, Gegenstände und Bücher. Zwischen 1192 und 1210 diente er mehrmals als beauftragter päpstlicher Richter, unter anderem im Streit zwischen Erzbischof Geoffrey von York und Bischof Hugh de Puiset von Durham 1192. 1206 musste er in einem Streit zwischen der Abtei von Evesham und Bischof Mauger von Worcester vermitteln. Dazu diente Glanville auch den englischen Königen. 1186 reiste er als Gesandter von Heinrich II. zum französischen König Philipp II. nach Noyon. 1187 und 1188 diente er als königlicher Richter in England, und im Mai 1189 nahm er an der Seite König Heinrichs an den Verhandlungen in La Ferté-Bernard teil. Nach dem Tod von Heinrich II. kehrte er im August 1189 nach England zurück, wo er an der Königskrönung von Richard I. und im September 1189 an der Ratsversammlung in Pipewell teilnahm, während der der König seinen Kreuzzug vorbereitete. Bereits 1188 hatte Glanville Erzbischof Balduin unterstützt, als dieser in Geddington für den Dritten Kreuzzug predigte. Als der Erzbischof 1190 zum Kreuzzug aufbrach, vertraute er Glanville die geistliche und weltliche Verwaltung der Diözese Canterbury an. Während der Abwesenheit des Königs kam es 1191 zu einem erbitterten Machtkampf zwischen Johann Ohneland, dem Bruder und potentiellen Erben des Königs und dem königlichen Justiciar William de Longchamp. Glanville versuchte vergeblich, in dem Streit zu vermitteln. Im Oktober 1191 nahm er an der Ratsversammlung in Westminster teil, bei der Longchamp schließlich entmachtet wurde. Anschließend geleitete Glanville ihn nach Dover, von wo Longchamp ins Exil floh. Nachdem Erzbischof Balduin während des Kreuzzugs gestorben war, wohnte Glanville im Mai 1193 der Wahl von Hubert Walter zum neuen Erzbischof von Canterbury bei. Um die Revolte von Johann Ohneland zu beenden, exkommunizierten er und andere Bischöfe den rebellierenden Königsbruder am 10. Februar 1194. Nach der Rückkehr von König Richard gehörte Glanville sowohl in England wie auch in Frankreich mehrmals zum Gefolge des Königs. Zwischen 1194 und 1197 diente er wieder häufig als königlicher Richter.

### Rolle während des Interdikts und Tod
Vor 1205 unternahm Glanville offensichtlich eine Wallfahrt nach Santiago de Compostela. 1206 bat er Papst Innozenz III., ihn aufgrund seines hohen Alters von seinem Amt als Bischof zu entbinden. Diese Bitte wies der Papst freundlich, aber bestimmt zurück. Als es nach dem Tod von Hubert Walter 1205 über die Wahl eines neuen Erzbischofs von Canterbury zu einem erbitterten Streit zwischen König Johann Ohneland und dem Papst kam, unterstützte Glanville den König, auch als im März 1208 das Interdikt über England verhängt wurde. Anscheinend übernahm Glanville damals wieder als Vertreter des im Exil lebenden Erzbischofs Stephen Langton Teile von dessen Aufgaben in der Diözese Canterbury. Erst nachdem Johann Ohneland wegen des Streits mit dem Papst 1209 exkommuniziert wurde, verließ Glanville als einer der letzten Bischöfe England. Im Gegensatz zu den meisten Bischöfen ging er nicht ins Exil nach Frankreich, sondern wie Bischof Herbert Poor von Salisbury nach Schottland. Dort lebte er vermutlich in Roxburgh, ehe er nach der Unterwerfung des Königs vor dem päpstlichen Legaten 1213 nach England zurückkehrte. Er starb acht Tage vor der Aufhebung des Interdikts, weshalb er angeblich kein christliches Begräbnis erhielt. Dennoch befindet sich sein Grab in der Kathedrale von Rochester.